# Phodopus campbelli
Phodopus campbelli és una espècie de mamífer rosegador de la família dels cricètids. Viu a Rússia, el Kazakhstan, Mongòlia i la Xina. Es tracta d'un animal nocturn o crepuscular que s'alimenta de llavors, plantes i insectes. Els seus hàbitats naturals són els herbassars, els semideserts i els deserts. Està amenaçat pel sobrepasturatge, les sequeres i l'esgotament dels recursos hídrics.
L'espècie fou anomenada en honor del diplomàtic britànic Charles William Campbell.